# Ophyiulus curvipes
Ophyiulus curvipes är en mångfotingart som först beskrevs av Karl Wilhelm Verhoeff 1898.  Ophyiulus curvipes ingår i släktet Ophyiulus och familjen kejsardubbelfotingar. Inga underarter finns listade i Catalogue of Life.